# Мичиета, Карол
Профессор, доктор естественных наук, кандидат наук Карол Мичиета (словацк. Prof. RNDr. Karol Mičieta, CSc., 19 ноября 1952 года, Жилина, Чехословакия) — словацкий ботаник, учёный и профессор университета. В 2011—2019 годах — ректор Братиславского университета имени Коменского.

## Биография
Карол Мичиета родился в 1952 году в Жилине. В 1976 году окончил магистратуру по направлению «ботаника» (факультет естественных наук Братиславского университета имени Коменского. В 1978 году получил звание доктора естественных наук, в 1980 году окончил интернатуру, с 1981 года работает на факультете естественных наук Братиславского университета имени Коменского.
С 1995 года занимает должность заведующего кафедрой ботаники факультета естественных наук Братиславского университета имени Коменского. В 1998 году получил звание доцента по специальности «ботаника». Является членом многих профессиональных словацких и зарубежных сообществ. Участвовал либо являлся ответственным исполнителем множества словацких и зарубежных научных проектов. Долгие годы был научно-исследовательским сотрудником.
В 2007 году Карол Мичиета получил звание профессора в области общей экологии, экологии человека и популяции.
С декабря 2002 по январь 2011 года был председателем Академического сената Университета Коменского.
С 1 февраля 2011 года по 31 января 2019 года работал в должности ректора Братиславского университета имени Коменского.